# Decetia occidentalis
Decetia occidentalis är en fjärilsart som beskrevs av Holloway 1998. Decetia occidentalis ingår i släktet Decetia och familjen Uraniidae. Inga underarter finns listade i Catalogue of Life.